# Siliștea, Brăila
Siliștea là một xã thuộc hạt Brăila, România. Dân số thời điểm năm 2002 là 1883 người.